# 长智镇
长智镇，是中华人民共和国河南省開封市通许县下辖的一个乡镇级行政单位。

## 行政区划
长智镇下辖以下地区：
长智村、袁庄村、岳寨村、武寨村、前六营村、后六营村、庞庄村、三所楼村、西芦氏村、东芦氏村、后七步村、前七步村、阎庄村、陈小庄村、耿小庄村、陈岗村、高旺屯村、老王庄村、匡营村、润店村、枣林村和胡庄村。